# 八幡町立川合小学校河鹿分校
八幡町立川合小学校河鹿分校（はちまんちょうりつ　かわあいしょうがっこう　かじかぶんこう）は、かつて岐阜県郡上郡八幡町（現・郡上市）に存在した公立小学校の分校。

## 概要
- 川合小学校の分校であり、八幡町河鹿（旧・川合村大字河鹿）が校区であった。1968年廃校。

## 沿革
- 1873年（明治6年）2月 - 河鹿村字深皿の民家に、中桐義校支校として開校。
- 1874年（明治7年）2月 - 独立し、坪谷学校となる。新築移転。
- 1886年（明治19年）
  - 4月 - 河鹿小学校に改称する。
  - 11月 - 河鹿簡易科小学校に改称する。
- 1893年（明治26年） - 河鹿尋常小学校に改称する。
- 1897年（明治30年）4月1日 - 中坪村、初音村、河鹿村、五町村、瀬取村 が合併し、川合村が発足。
- 1906年（明治39年）4月 - 農業補習学校を併設する。
- 1908年（明治41年）5月 - 川合尋常高等小学校に統合され、川合尋常高等小学校河鹿分教場になる。
- 1909年（明治42年） - 移転。校舎は旧・川合尋常高等小学校初音分教場校舎を移築する。尋常科1～4年が通学する。
- 1911年（明治44年）4月 - 尋常科1～6年の通学となる。
- 1941年（昭和16年）4月1日 - 川合国民学校河鹿分教場に改称する。
- 1947年（昭和22年）4月1日 - 川合村立川合小学校河鹿分校に改称する。
- 1950年（昭和25年） - 校舎を新築する。
- 1954年（昭和29年）12月15日 - 八幡町、相生村、川合村、口明方村、西和良村が合併し、八幡町が発足。同時に八幡町立川合小学校河鹿分校に改称する。
- 1968年（昭和43年）4月 - 廃止。